# Robin Corbett, Baron Corbett of Castle Vale
Robin Corbett, Baron Corbett of Castle Vale (* 22. Dezember 1933 in Fremantle, Western Australia, Australien; † 19. Februar 2012) war ein britischer Journalist und Politiker der Labour Party, der sowohl Mitglied des House of Commons als auch des House of Lords war.

## Leben
Nach dem Besuch der Holly Lodge Grammar School in Smethwick leistete er 1951 seinen Wehrdienst in der Royal Air Force und begann danach eine Tätigkeit als Journalist. Zunächst war er Mitarbeiter der Birmingham Evening Mail und danach des Daily Mirror, ehe er 1968 stellvertretender Herausgeber der Wochenzeitung Farmer’s Weekly wurde.
Bei den Unterhauswahlen im Oktober 1974 wurde er erstmals als Kandidat der Labour Party zum Mitglied des House of Commons gewählt und vertrat dort bis zu seiner Wahlniederlage bei den Unterhauswahlen vom 3. Mai 1979 den Wahlkreis Hemel Hempstead. Während dieser Zeit war er Sprecher der Opposition für Innenpolitik.
Bei den Wahlen vom 9. Juni 1983 wurde er wiederum zum Abgeordneten des Unterhauses gewählt und gehörte diesem als Vertreter des Wahlkreises Birmingham Erdington bis zu seinem Verzicht auf eine erneute Kandidatur bei den Unterhauswahlen am 7. Juni 2001 an. Corbett war zunächst zwischen 1984 und 1987 Whip der Labour-Fraktion, danach bis 1992 wiederum innenpolitischer Sprecher sowie von 1992 bis 1995 Sprecher der Opposition für das nationale Erbe, Rundfunk und Presse. Zuletzt fungierte er zwischen 1999 und 2001 als Vorsitzender des Unterhausausschusses für Innere Angelegenheiten (Home Affairs Select Committee).
Nach seinem Ausscheiden aus dem Unterhaus wurde er 2001 als Life Peer mit dem Titel Baron Corbett of Castle Vale, of Erdington in the County of West Midlands in den Adelsstand erhoben und gehörte fortan bis zu seinem Tod dem House of Lords an. Zuletzt war er von 2005 bis 2007 Vorsitzender der Gruppe der Labour-Peers im Oberhaus.
Zeitweise war er darüber hinaus Vorsitzender des überpartlichen „Parlamentarischen Komitees für die Freiheit des Iran“ (British Parliamentary Committee for Iran Freedom), der „Freunde von Zypern“ (Friends of Cyprus) sowie der überparteilichen „Gruppe zur Reform des Strafrechts“ (All Party Penal Reform Group).

## Veröffentlichungen
- On the Campaign Trail, 1987